# تد اریسون
تد اریسون (عبری: תד אריסון‎؛ ۲۴ فوریهٔ ۱۹۲۴ – ۱ اکتبر ۱۹۹۹) یک نظامی، کارآفرین، بانکدار، بازرگان و نیکوکار بریتانیایی اسرائیلیتبار بود، که در سال ۱۹۷۲ ابرشرکت کارنیوال را تأسیس کرد. این ابرشرکت هم‌اکنون به‌عنوان بزرگترین شرکت خدمات کشتیرانی جهان محسوب می‌شود.